# ドルニエ Do J

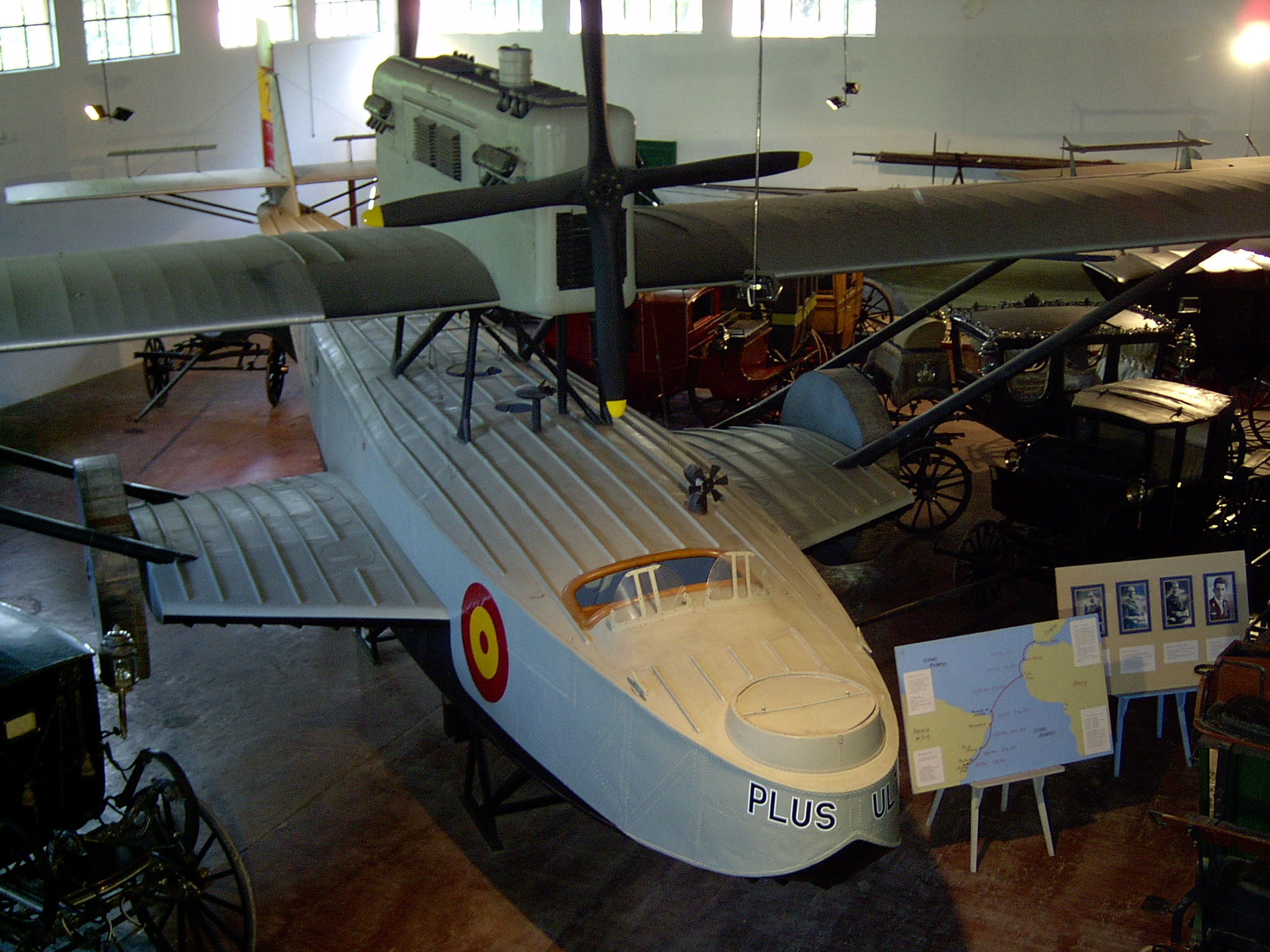
スペインのドルニエ Do J

ドルニエ Do J（Dornier Do J）は、ドイツの高翼単葉の全金属製双発飛行艇。クラウディウス・ドルニエの手により設計・開発が行われた。初飛行は1924年。
ヴァール（Wal; ドイツ語で「鯨」。「ワール」とも表記）という愛称でもよく知られている。

## 概要
ワールは縦列に並べた2機のエンジンと主翼を支柱で胴体よりも高い位置に配し、海上での安定を図るためスポンソンと呼ばれる小翼が胴体側面についている。機体は全金属製で胴体上部や翼の表面には多数のリブが入っている。
第一次世界大戦の敗戦によりヴェルサイユ条約でドイツでは航空機の製造が禁止されていたため、ドルニエと技術提携していたイタリアのCMASA社で製造された。その後、スイスやスペイン・オランダ・日本の川崎造船所でもライセンス生産された。ドイツで製造されるようになったのは1933年以降で、ライセンス生産も含めた総生産数は約300機になった。1925年のロアール・アムンセンの北極飛行や、1932年のヴォルフガング・フォン・グロナウの世界一周飛行など、冒険飛行や記録飛行に使用された。

### スペック
- 全長 17.25 m
- 全幅 22.50 m
- 全高 5.25 m
- 主翼面積 96.00 m2
- 自重 3,630 kg
- 全備重量 5.700 kg

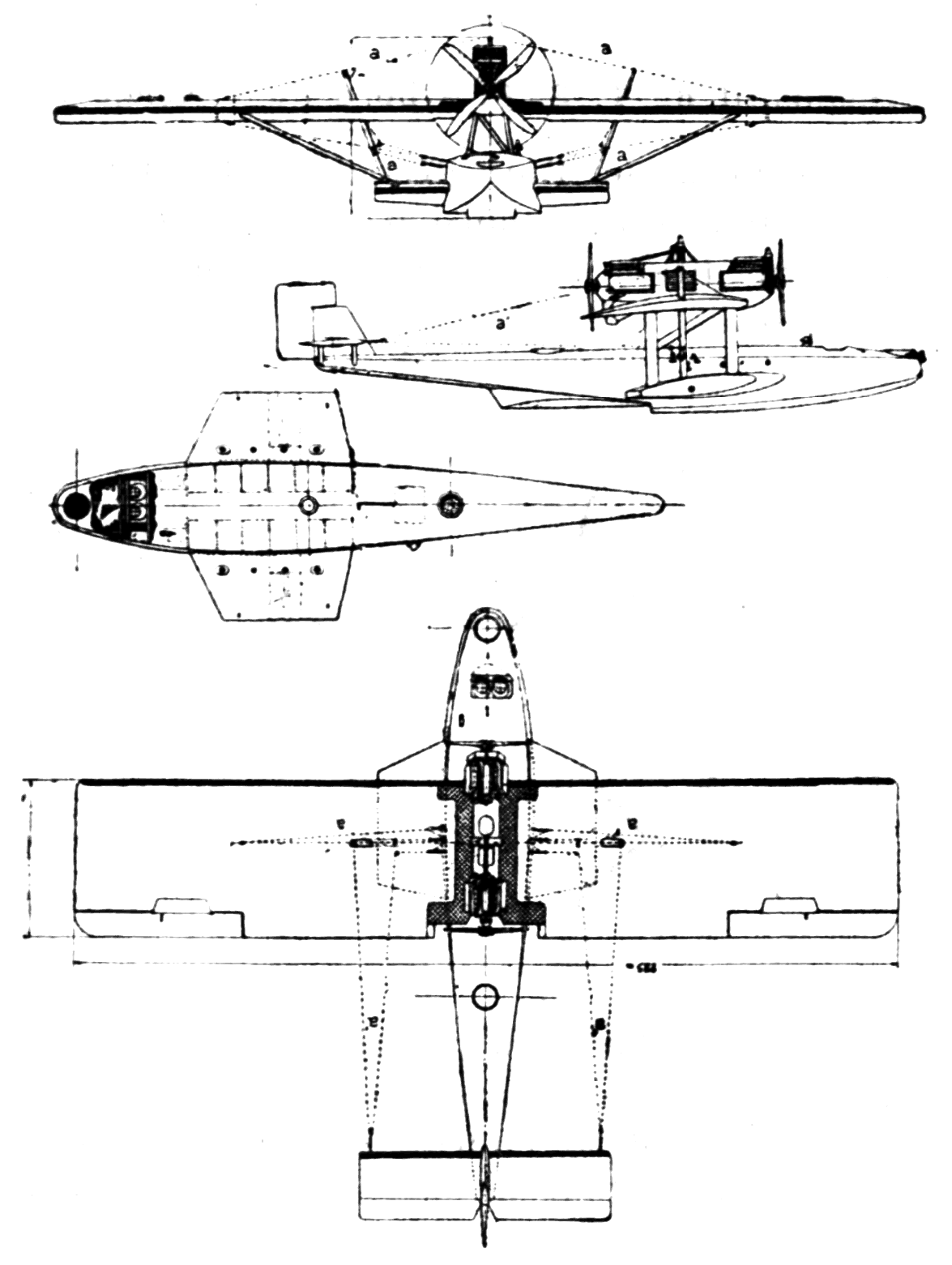
Dornier Do J Wal

- エンジン ロールスロイス・イーグル9 水冷式V型12気筒エンジン 360馬力 2機
- 最大速度 185 km/h
- 巡航速度 150 km/h
- 航続距離 2,200 km
- 乗員 3名
- 乗客 8 - 10名

## ルフトハンザ
ルフトハンザはこの機を大西洋横断ルートに使用した。ワールの航続距離では大西洋を横断できないため、大西洋上に蒸気カタパルトとクレーンを取り付け浮きドックを曳航した貨物船ウエストファーレン号を待機させ、中継基地として利用した。1934年から定期便が正式に運航されるようになり、シュトゥットガルト-セビリア-英領ガンビア-ブエノスアイレスを約4日で飛行した。1935年にはベルリン-リオデジャネイロ間の郵便輸送も行われ、こちらは3日間で飛行した。

## 日本でのDo J
1927年にイタリアのCMASA社で生産された機体を日本航空輸送（現在の日本航空とは無関係）が1機輸入した。これは日本で初めて運航された旅客飛行艇となった。日本航空輸送はその後川崎造船所で組み立てた2機のワールを買い、大阪-上海路線・福岡-上海路線に就航させる予定であったが、日中関係の悪化により試運航のみで中止となった。
その後ワールは大阪-福岡間の瀬戸内海路線に使用されたが、1932年に大阪の木津川飛行場を飛び立った日本航空輸送のワールの1機白鳩号が福岡県八幡市（現：北九州市）郊外の山腹に墜落する事故を起こした。